# Eli Broad
Eli Broad (Detroit, 6 giugno 1933 – Los Angeles, 30 aprile 2021) è stato un imprenditore e filantropo statunitense, miliardario e particolarmente noto per aver creato KB Home (originariamente Kaufman & Broad) nel settore immobiliare e SunAmerica (acquisita da AIG nel 1998) nel settore assicurativo.
Nel giugno 2019, la rivista Forbes lo ha classificato come la 233ª persona più ricca del mondo, e la 78ª più ricca negli Stati Uniti con un patrimonio netto stimato in 6,8 miliardi di dollari.
Eli Broad era anche noto per il suo impegno filantropico nei confronti dell'istruzione pubblica, della ricerca scientifica e medica e delle arti. Fondò la Broad Art Foundation e suoi erano il Broad Contemporary Art Museum, aperto nel 2008, l'Eli & Edythe Broad Art Museum aperto nel 2012 e The Broad, inaugurato nel 2015. La collezione di arte americana moderna e contemporanea di Eli Broad e di sua moglie Edythe, quasi 2000 opere, è esposta al The Broad, situato a Los Angeles. Dal 2001 era membro dell'American Academy of Arts and Sciences..

## Biografia
Broad nacque nel giugno 1933 nel Bronx, a New York, figlio di Rebecca (Jacobson) e Leo Broad, immigrati ebrei lituani che si incontrarono proprio a New York. Suo padre lavorava come imbianchino e sua madre come sarta. La sua famiglia si trasferì a Detroit, nel Michigan, quando lui aveva sei anni. A Detroit, suo padre era un organizzatore sindacale e possedeva negozi in cui vendeva prodotti a basso prezzo. Broad frequentò le scuole pubbliche di Detroit e si diplomò alla Detroit Central High School nel 1951.
Broad frequentò quindi la Michigan State University, laureandosi in economia con lode nel 1954. Tra i lavori che Broad svolse al college c'erano la vendita di scarpe da donna, la vendita di tritarifiuti porta a porta e il lavoro come operatore di trapano presso Packard Motor, dove era membro della United Auto Workers. Lo stesso anno, Broad, 21 anni, sposò la diciottenne Edythe "Edye" Lawson.
Broad diventò il più giovane residente del Michigan a ottenere le credenziali di Certified Public Accountant (CPA), un record che ha mantenuto fino al 2010. Broad lavorò poi come contabile per due anni e insegnò corsi serali al Detroit Institute of Technology come assistente professore di contabilità nel 1956. Volendo lavorare per conto proprio, fondò una società di contabilità e gli fu offerto uno spazio ufficio dal marito del cugino di sua moglie, Donald Bruce Kaufman, in cambio della contabilità per la piccola edilizia residenziale di Kaufman e attività di subappalto.

## Carriera

### Kaufman & Broad
Fare la contabilità per la piccola impresa di Kaufman portò Broad a decidere di dedicarsi anche lui all'edilizia domestica. Nel 1956, Broad e Kaufman decisero così di costruire case insieme. Prendendo in prestito 12.500 dollari dai genitori di sua moglie, Broad investì metà del capitale nella loro prima impresa in comune, costruendo due case modello nella periferia nord-orientale di Detroit dove si stava riversando una nuova generazione di acquirenti di prime case. Semplificando il processo di costruzione ed eliminando i seminterrati e offrendo invece un posto auto coperto, offrirono case ad un prezzo tale per cui il mutuo mensile sarebbe stato inferiore all’affitto di un appartamento con due camere da letto. Kaufman e Broad chiamarono questo modello "Vincitore del premio". Dopo un fine settimana, diciassette case furono vendute e nel giro di due anni Kaufman e Broad avevano costruito 600 case nella periferia di Detroit. Nel 1960, temendo che l'economia di Detroit fosse troppo dipendente dal settore automobilistico, si trasferirono a Phoenix, in Arizona.  Nel 1961, Kaufman e Broad Home Corporation (ora KB Home) si quotarono in Borsa. Nel 1963 Broad trasferì l'azienda a Los Angeles. Poco dopo, Kaufman si ritirò e lui e sua moglie Glorya Kaufman divennero noti filantropi. Nel 1969, KB Home fu il primo costruttore di case quotato alla Borsa di New York. Nel 1974, Broad si dimise dalla carica di CEO.

### SunAmerica
Nel 1971, Broad acquisì la Sun Life Insurance Company of America, una compagnia assicurativa a conduzione familiare fondata a Baltimora nel 1890, per 52 milioni di dollari. Broad trasformò Sun Life in una società specializzata nel risparmio pensionistico, la chiamò SunAmerica e la quotò in Borsa nel 1989, tenendo per sé una quota rimanente del 42%. Nel 1998, vendette SunAmerica all'American International Group (AIG) per 17,8 miliardi di dollari dopo tre settimane di trattative. Broad continuò a ricoprire la carica di CEO di SunAmerica fino al 1999, quando lasciò per dedicarsi a tempo pieno alla filantropia.